# Rohoznice

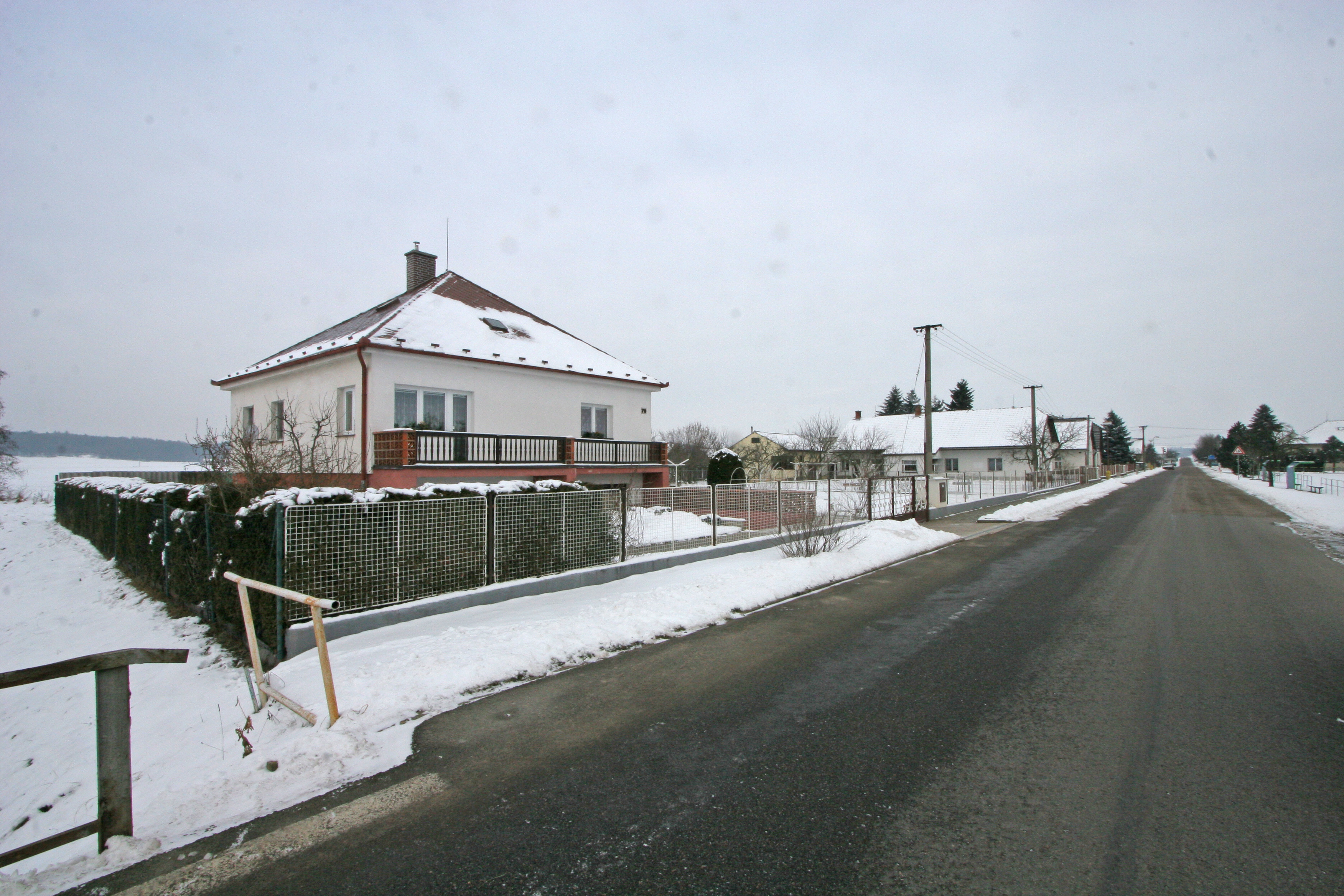
Ortseinfahrt aus Richtung Křičeň

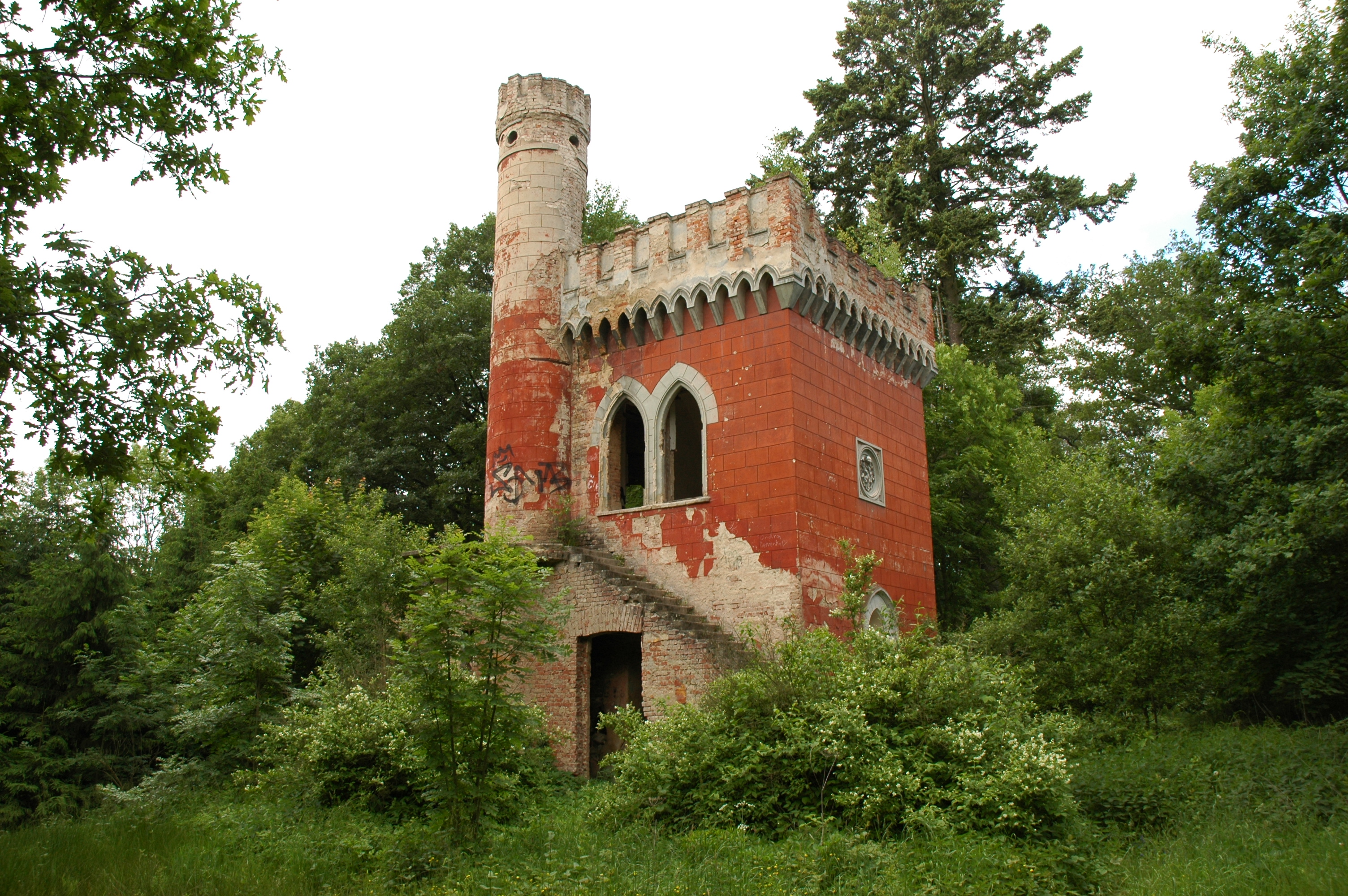
Jagdschlösschen

Rohoznice (deutsch Rohosnitz) ist eine Gemeinde im Okres Pardubice in Tschechien. Sie liegt sechs Kilometer nördlich von Lázně Bohdaneč.

## Geographie
Rohoznice erstreckt sich entlang des Baches Rohoznický potok auf der Dobřenická plošina (Dobrzenitzer Hochfläche). Nordwestlich von Rohoznice liegt der Teich Klechtávecký rybník.  Einen Kilometer nördlich des Dorfes verläuft die Dálnice 11/E 67. Im Norden erhebt sich der Na Víně (267 m n.m.), nordöstlich die Skupice (Malhaus, 248 m n.m.), im Südosten der Mělský (241 m n.m.), südwestlich der Oškohrb (259 m n.m.) und im Nordwesten die Velká Dorota (292 m n.m.).
Nachbarorte sind Benátky, Syrovátka und Osičky im Norden, Osice, Žižkovec und Krásnice im Nordosten, Plch und Staré Ždánice im Osten, Nové Ždánice, Dolany und Bouda u Dolan im Südosten, Křičeň im Süden, Bukovka, Rohovládova Bělá und Kasalice im Südwesten, Kasaličky und Pravy im Westen sowie Michnovka, Ovčín und Dobřenice im Nordwesten.

## Geschichte
Die erste schriftliche Erwähnung von Rohoznice erfolgte 1372 als Besitz des Benediktinerklosters Opatowitz. Nachdem das Kloster 1421 während der Hussitenkriege zerstört worden war, überschrieb König Sigismund das Dorf 1436 an Diviš Bořek von Miletínek. Zu den nachfolgenden Besitzern gehörte Mikuláš von Chrast, er verkaufte das Dorf 1491 an Wilhelm von Pernstein. Als Jaroslav von Pernstein 1560 die Herrschaft Kunburg an König Ferdinand I. verkaufte, gehörte Rohoznice zu deren Gütern. 1588 gab es in Rohoznice elf fronpflichtige Anwesen und eine privilegierte Schänke, die niedere Gerichtsbarkeit übte der Richter von Ždánice aus.
Im Jahre 1835 bestand das im Chrudimer Kreis gelegene Dorf Rohosnitz bzw. Rohoznice aus 30 Häusern, in denen 234 Personen, darunter eine protestantische Familie, lebten. Pfarrort war Wositz. Bis zur Mitte des 19. Jahrhunderts blieb Rohosnitz der k.k. Kameralherrschaft Pardubitz untertänig.
Nach der Aufhebung der Patrimonialherrschaften bildete Rohožnice ab 1849 eine Gemeinde im Gerichtsbezirk Pardubitz. Um 1856 entstand an einer Quelle im Wald Klektánkách ein Badehaus. Ab 1868 gehörte die Gemeinde zum Bezirk Pardubitz. Seit dem Ende des 19. Jahrhunderts führt die Gemeinde den Namen Rohoznice. Im Jahre 1900 lebten in den 47 Häusern des Dorfes 311 Personen, beim Zensus von 1910 bestand Rohoznice aus 56 Häusern und hatte 336 Einwohner. 1949 wurde Rohoznice dem Okres Pardubice-okolí zugeordnet; dieser wurde im Zuge der Gebietsreform von 1960 aufgehoben, seitdem gehört die Gemeinde zum Okres Pardubice.

## Gemeindegliederung
Für die Gemeinde Rohoznice sind keine Ortsteile ausgewiesen.

## Sehenswürdigkeiten
- Jagdschlösschen auf einem Hügel über dem Klechtávecký rybník, der rot verputzte neogotische Bau mit Zinnen und einem runden Turm wurde 1880 im Zuge der Gestaltung eines Waldparks durch den Besitzer des Schlosses Dobřenice Karl Daniel Weinrich errichtet. Ab 1928 gehörte es dem Verwaltungsratsvorsitzenden der Škoda-Werke Pilsen, Karel Löwenstein. 1945 wurde der Grundbesitz der Familie Löwenstein konfisziert, nach der Samtenen Revolution erfolgte die Rückübertragung des verfallenen Bauwerkes an die Tochter Karla Katschnerová.
- Burgstall Na Kotli, auf dem Hügel gegenüber dem Jagdschlösschen, erhalten sind Gräben und Wälle.